# Bajram Curri (političar)
Bajram Curri (Velika Kruša, Kosovo, 1862. – Dragobi, Albanija, 29. ožujka 1925.) bio je kosovski odmetnik i političar, koji se borio protiv vlasti Osmanskog Carstva na teritoriji Kosovskoga vilajeta, a kasnije je bio vođa Kačaka na teritoriju Kosova i pobunjenik protiv kralja Zogua u Albaniji.
Početkom 1920-ih godina bio je „najtraženiji albanski odmetnik s jedne i druge strane granice”.
Sudjelovao je u pobunama Albanaca protiv vlasti Osmanskog Carstva. Za vrijeme Prvog svjetskoga rata organizirao je gerilske odrede poznate pod imenom Kačaci. Kada je poslije Prvog svjetskog rata nastala Kraljevina Albanija, Bajram Curri bio je ministar obrane. Pošto njegovi stavovi po pitanju Kosova nisu nailazili na razumijevanje kralja Ahmeda Zogua, naredio je njegovo hapšenje. U ožujku 1922. godine Curri započinje pobunu protiv kralja.
Pokraj 1923. godine, na crnogorsko-albanskoj granici, pobratimio se, po starom običaju, s crnogorskim revolucionarom i „crvenim odmetnikom” Vukašinom Markovićem.
Dana 29. ožujka 1925. godine, opkoljenog ga ubijaju suborci kako bi ih sljedbenici Zogua poštedili.
Za vrijeme Drugog svjetskog rata, jedan partizanski bataljon na Kosovu zvao se „Bajram Curri”.
Mjesto na kojem je bio opkoljen i na kojem je izvršio samoubojstvo (u to vrijeme Dragobi) danas nosi njegovo Bajram Curri.